# Mateusz Bagiński
Mateusz Bagiński herbu Ślepowron – komornik graniczny wiski w 1784 roku.